# Howie Dorough
Howard Dwaine Dorough (Orlando, Florida; 22 de agosto de 1973), también conocido como Howie D, es un cantante, actor, escritor estadounidense y miembro de los Backstreet Boys.

## Biografía

### Primeros años
Dorough nació en Orlando, Florida, donde conoció a su futuro amigo y compañero A.J. McLean. Su madre es puertorriqueña, Paula Flores, y su padre es irlandés-estadounidense, Hoke Dorough. Es el más joven de cinco hermanos. Se convirtió en una estrella internacional a mediados de la década de los 90' como miembro de los Backstreet Boys.

## Proyectos en solitario
Dorough trabajó como productor para el cantante y compositor George Nozuka y Katelyn Tarver.
Dorough actuó como invitado en la serie de televisión Sabrina, the Teenage Witch en el episodio "The Big Head", como una estrella de rock egoísta llamado Strum. También actuó como invitado en un episodio de Roswell, y le hizo la voz a Papá Noel en la serie animada de Nickelodeon Dora the Explorer en el episodio navideño, "A Gift for Santa".

## Vida personal

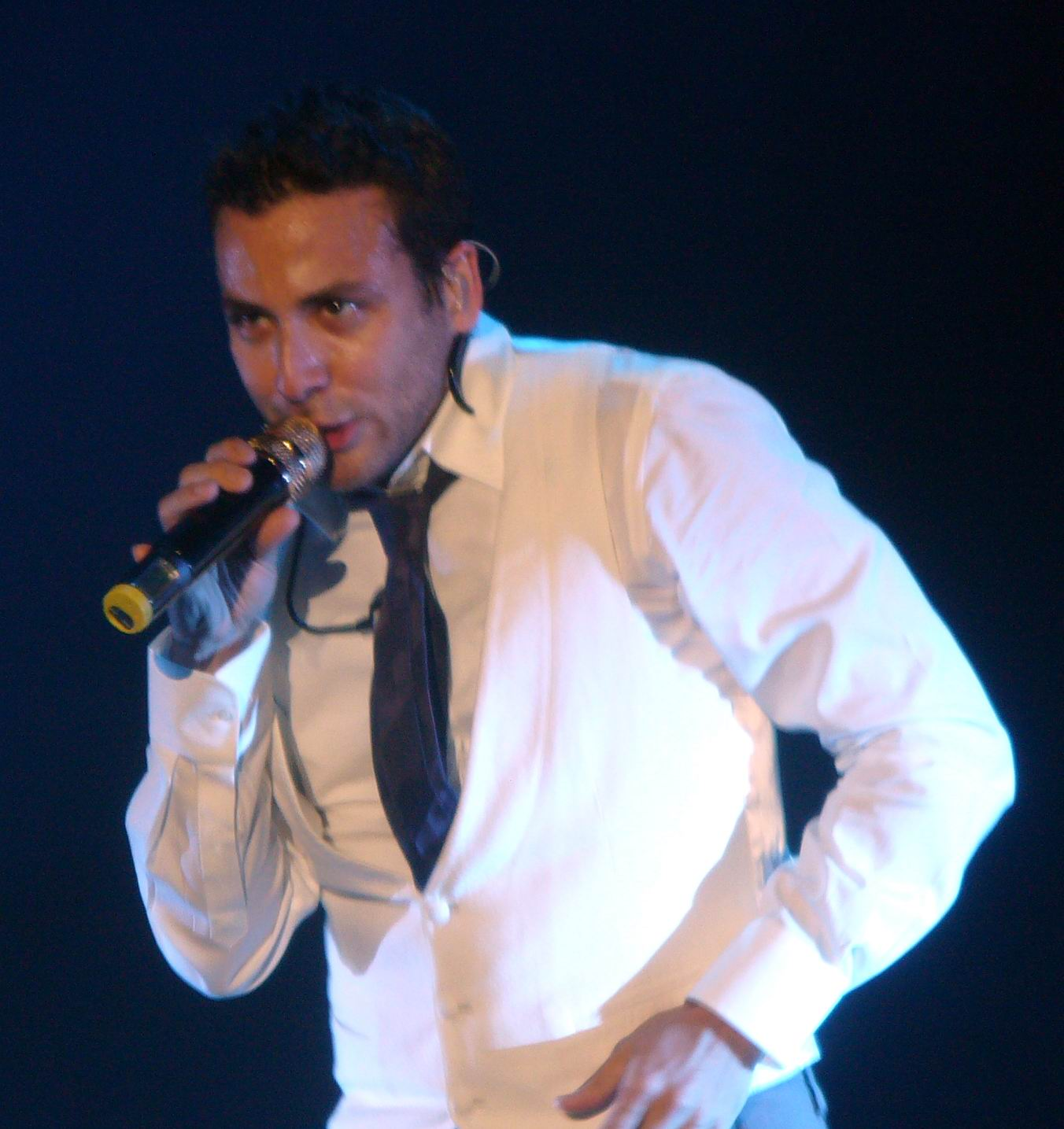
Howie en concierto.

En 1998, la hermana de Dorough, Caroline Dorough-Cochran, murió de Lupus. Después de su muerte, Dorough estableció la Fundación Lupus de Dorough. La fundación ayuda a crear conciencia sobre la enfermedad, con apoyo financiero para aquellos que no pueden pagar su tratamiento, e inversiones para que se profundice sobre las investigaciones relativas a dicha afección.
El 8 de diciembre de 2007, Dorough se casó con su novia Leigh Boniello en una ceremonia tradicional católica. Tienen dos hijos. El primero, James Hoke Dorough Boniello, nació el 6 de mayo de 2009; su segundo nombre es un tributo al padre fallecido de Howie, Hoke, quien murió en junio de 2008 de cáncer de cerebro y pulmón. A su segundo hijo lo llamaron Holden John Dorough Boniello y nació el 16 de febrero de 2013.

## Discografía
Back to Me
-Lanzamiento (Japón): 9 de noviembre de 2011
-Lanzamiento (Estados Unidos): 15 de noviembre de 2011
-Disquera: Avex Trax (JP), RCA (USA)
-Formatos: CD, descarga digital
Live From Toronto
-Lanzamiento: 13 de marzo de 2012
-Formato: descarga digital
Sencillos (Back to Me)
-"100", "Lie To Me" (2011)
-"Going Going Gone" (2012) 

## Colaboraciones
- "Show Me What You Got" (Howie Dorough con BoA)
- "I'll Be There" (Howie Dorough con Sarah Geronimo)
- "It Still Matters" ~愛は眠らない(Ai wa Nemuranai)~ (The Gospellers con Howie Dorough)
- "If I say (Howie Dorough con U (Yu Shirota)